# Rudolf Günthardt
Rudolf Günthardt (Adliswil, 15 de octubre de 1936) es un jinete suizo que compitió en la modalidad de concurso completo. Participó en los Juegos Olímpicos de Roma 1960, obteniendo una medalla de plata en la prueba por equipos.

## Palmarés internacional
| Juegos Olímpicos | Juegos Olímpicos | Juegos Olímpicos | Juegos Olímpicos |
| Año              | Lugar            | Medalla          | Categoría        |
| ---------------- | ---------------- | ---------------- | ---------------- |
| 1960             | Roma (Italia)    | Medalla de plata | Por equipos      |